# Eternity Girls

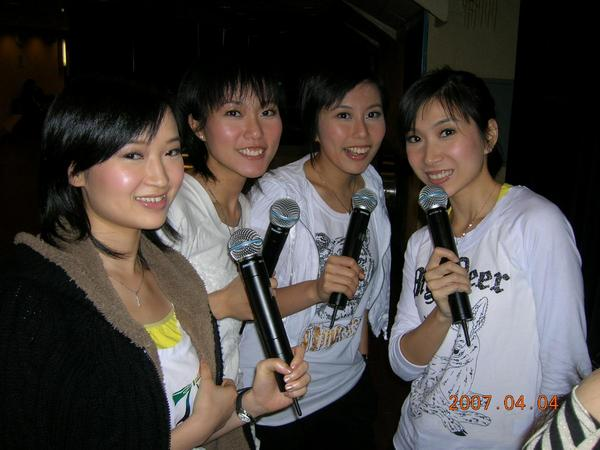
Eternity Girls

Eternity Girls（エターニティ・ガールズ）は、香港の女性4名からなるキリスト教の音楽ユニット。
2007年結成。メンバーはアディ・レオン（梁浩楹、Ady Leung）・ジュディ・レオン（梁浩菱、Judy Leung）・ルビィ・レオン（梁卓盈、Rubbie Leung）・シャロン・ウォン（黄芳、Sharon Wong）の4人。

## ディスコグラフィー
- 《Eternity Girls》（2007年4月19日）